# Sulle ali della speranza
Sulle ali della speranza (On a Wing and a Prayer) è un film del 2023 diretto da Sean McNamara.
Film di sopravvivenza, prodotto e distribuito da Prime Video, uscito nell'aprile del 2023.
Il film, che vede come protagonista Dennis Quaid, è basato su una storia vera.

## Trama
Doug White, un uomo di 56 anni, assieme alla moglie e alle due figlie, stanno tornando con un volo in Louisiana, dopo aver partecipato al funerale del fratello di Doug. Poco dopo il decollo il pilota muore di attacco cardiaco e Doug, con l'aiuto della torre di controllo, deve riuscire a pilotare l'aereo e salvare se stesso e la famiglia. Nel mentre la moglie e le figlie, appartenenti alla Chiesa di Cristo, pregano per un miracolo.

## Distribuzione
Il film è uscito in esclusiva su Prime Video il 7 aprile 2023.

## Accoglienza
Il film è stato accolto in maniera negativa dalla critica. L'aggregatore di recensioni Rotten Tomatoes ne dà una percentuale di apprezzamento del solo 16%.